# 施韋斯尼茨河
50°15′50″N 11°55′56″E / 50.26389°N 11.93222°E

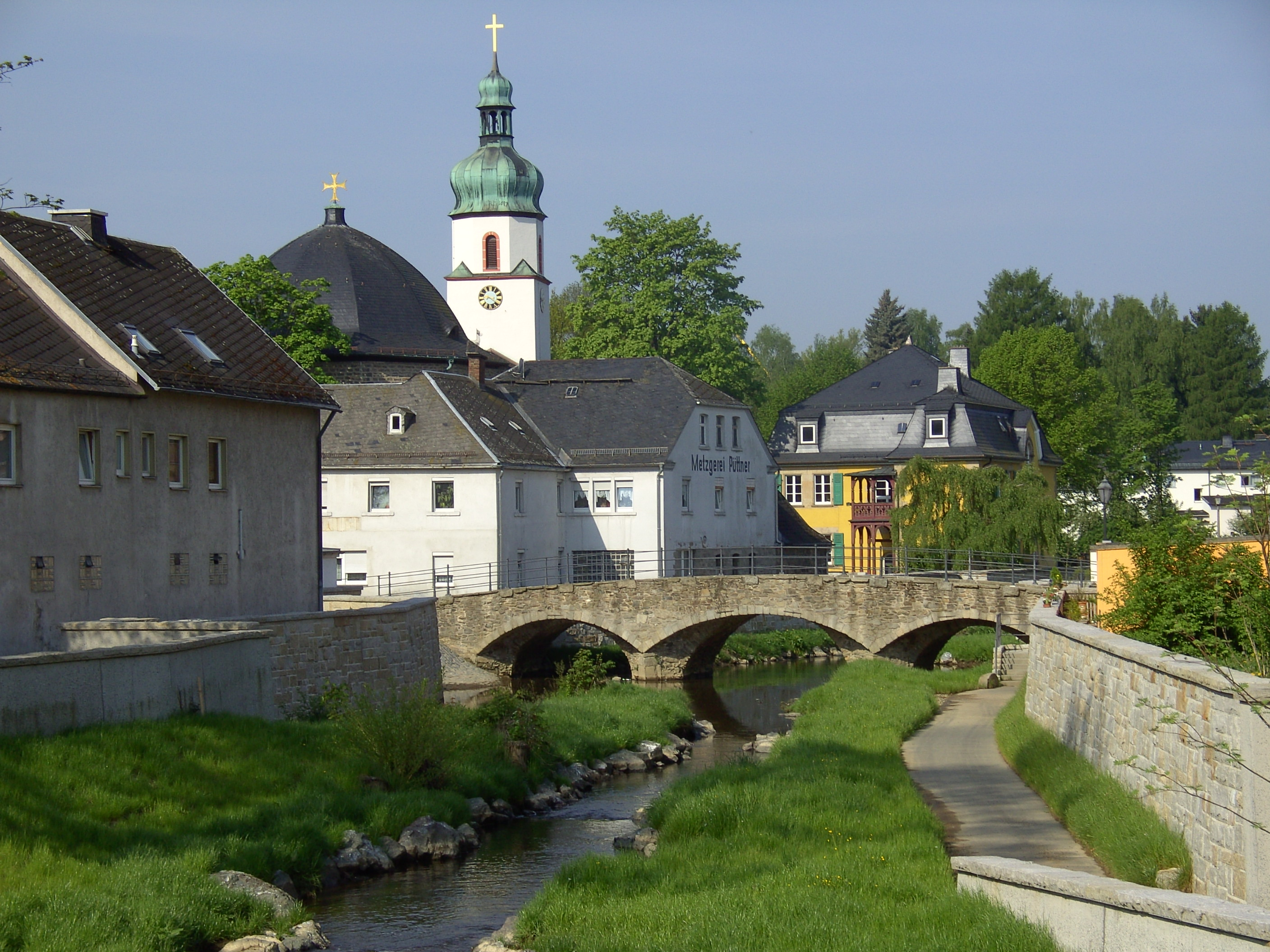

施韋斯尼茨河（德語：Schwesnitz），是德國的河流，位於該國東南部，由巴伐利亞負責管轄，由赫爾巴赫河和佩倫巴赫河匯流而成，屬於薩勒河的右支流，河道全長25.2公里，流域面積102.6平方公里。